# Mona Hammond
Mona Hammond (nascida Mavis Chin; 1 de janeiro de 1931- 4 de julho de 2022) foi uma atriz jamaicano-britânica e co-fundadora da Companhia de Teatro Talawa. Nascida em Tweedside, na Jamaica, ela emigrou para o Reino Unido, em 1959, onde viveu pelo resto de sua vida. Hammond teve uma longa e distinta carreira no palco. Ela era mais conhecida por seu trabalho na televisão britânica e interpretou Blossom Jackson na novela EastEnders, da BBC.
Hammond recebeu uma Ordem do Império Britânico (OBE) na Lista de Honras do Aniversário da Rainha de 2005 por seus serviços ao drama. Em 2018, ela recebeu o prêmio Women of the World Lifetime Achievement por sua longa e distinta carreira no teatro e por defender os atores negros britânicos com a Companhia de Teatro Talawa.

## Vida pregressa
Mavis Chin é o nome de batismo de Mona Hammond, em 23 de janeiro de 1931, em Tweedside, Clarendon Parish, paróquia jamaicana. Seu pai era chinês e sua mãe afro-jamaicana. Ela se mudou para o Reino Unido em 1959, com uma bolsa de estudos jamaicana e trabalhou para o escritório Norman e Dawbarn Architects. Ela frequentou aulas noturnas no City Literary Institute, em Londres, por dois anos e foi premiada com uma bolsa de estudos para a Royal Academy of Dramatic Art (RADA), graduando-se em 1964.

## Carreira
Ela adotou o nome artístico "Mona Hammond" e começou sua carreira no palco e fez as primeiras aparições em programas de televisão como Softly, Softly (1968) e The Troubleshooters (1969). Seu primeiro papel principal foi como Lady Macbeth, em Roundhouse, em 1970, na versão africana da peça de Peter Coe. Ela estrelou muitas peças de uma série de escritores negros promissores: Sweet Talk de Michael Abbensetts, 11 Josephine House de Alfred Fagon e várias peças escritas por Mustapha Matura, incluindo As Time Goes By, Play Mas e Playboy of the West Índias. Ela também passou dois anos no Teatro Nacional em produções como Fuente Ovejuna e Peer Gynt dirigido por Declan Donnellan, e The Crucible.
Em 1985, junto com Yvonne Brewster, Inigo Espejel e Carmen Munroe, fundou a Companhia de Teatro Talawa, que se tornou uma das companhias de teatro negro mais proeminentes do Reino Unido. Produziu peças premiadas sobre a diáspora africana e defendeu reinterpretações de peças clássicas britânicas. Mona Hammond atuou em várias de suas produções, incluindo The Black Jacobins, The Importance of Being Earnest e King Lear.
Seguiu-se o trabalho na televisão, que incluiu papéis em The Sweeney (1976); Wolcott (1980–81), uma minissérie em três partes sobre um detetive negro que mora no leste de Londres; Seda Preta (1985); Julieta Bravo (1985); Playboy das Índias Ocidentais (1985), Casualty (1986) e When Love Dies (1990). Mona Hammond apareceu em Coronation Street duas vezes, primeiro interpretando o papel de Jan Sargent, e a segunda vez interpretando Velma Armitage, mãe de Shirley Armitage em 1988.
Em 1994, ela foi escalada como Blossom Jackson na novela EastEnders, da BBC. Ela permaneceu no papel até 1997. Este foi o segundo personagem de Mona Hammond na novela, tendo anteriormente desempenhado o papel menor de parteira de Michelle Fowler, em 1986. Ela também foi atriz ocasional na novela de rádio The Archers, da BBC, interpretando Mabel Thompson, a mãe da falecida esposa de Alan Franks (John Telfer).
Mona Hammond desempenhou muitos papéis em sitcoms de televisão, incluindo Susu em Desmond's (1990–94) e seu spin-off Porkpie (1995–96); Us Girls (1992–93), no qual interpretou a vovó Pinnock; Chefe de cozinha! (1996) e vovó Sylvie Headly em The Crouches (2003–05).
Em 1999, Mona Hammond interpretou o papel de Nan na série infantil de TV Pig-Heart Boy, baseada no romance de Malorie Blackman. Os outros créditos de Mona Hammond na televisão incluíram Making Out (1989); Trial & Retribution (1998) como Bibi Harrow: Sunburn (1999); Danos de Tempestade (2000); O projeto de lei (2001); Babyfather (2001); Dentes Brancos (2002); Um Toque de Gelo (2003); Holby City (2001; 2005; 2011); Doctors (2006) e Morte no Paraíso (2011). Ela também apareceu no episódio "Rise of the Cybermen" da série de Doctor Who, como a avó cega de Mickey Smith, Rita-Anne, em 2006. Seus créditos no cinema incluem Fords on Water (1983), Manderlay (2005) e Kinky Boots (2006). Mona Hammond apareceu no filme 10.000 AC, de 2008, dirigido por Roland Emmerich.
Por um breve período em outubro de 2010, ela reprisou seu papel como Blossom Jackson em EastEnders: aparecendo em conexão com o funeral do bisneto Billie Jackson, ela voltou com seu neto Alan Jackson.

## Prêmios
2005 - Nomeada Oficial da Ordem do Império Britânico (OBE) nas honras de aniversário da Rainha, por serviços prestados ao drama.
2006 - Prêmio Edric Connor Inspiration, a maior honra do Reino Unido do Prêmio Screen Nation Film and Television.
2018 - Prêmio Women of the World Lifetime Achievement por sua longa e distinta carreira no teatro e por defender os atores negros britânicos com a Companhia de Teatro Talawa.

## Vida pessoal
Mona Hammond casou-se com Michael Sanders em 1965, e ambos se divorciaram em 1971. Eles tiveram um filho, Michael. Ela se casou novamente em 1973 com John Pedler, eles se divorciaram em 1987. Em seus últimos anos, Mona Hammond mudou-se para Brinsworth House, uma casa de repouso para artistas. Em 2018, ela deu as boas-vindas a Meghan, duquesa de Sussex, em uma visita real à casa.
Mona Hammond morreu em 4 de julho de 2022, aos 91 anos. Ela deixa o filho Michael e a neta Tallulah.

## Filmografia parcial
Alguns dos filmes em que ela atuou são:
- Fords on Water (1983) - a mãe de Winston
- Pure (2002) – Cliente Mulher
- A Vida e Morte de Peter Sellers (2004) – Ruth Attaway / Louise the Maid
- Manderlay (2005) – Velha Wilma
- Doctor Who (2006) – Rita-Anne Smith
- Imagine Eu e Você (2005) – Sra. Edwards
- Botas Kinky (2005) – Pat
- 10.000 AC (2007) – Velha Mãe
- Burlesque Fairytales (2009) – Esposa da Morte
- Coriolanus (2011) – Mulher jamaicana
- EastEnders (novela da BBC) (1986, 1994–1997, 2010) – Parteira, Blossom Jackson